# Департамент искусства ислама в Лувре

Новые залы музея, созданные Руди Риччиотти и Марио Беллини.

Отдел исламского искусства Лувра, созданный в августе 2003 года, объединяет коллекции, охватывающие весь исламский мир (географический район между Испанией и Индией) от Хегиры (622 год) до XIX века.
Коллекция этого отдела включает в себя множество шедевров исламского искусства, в том числе материалы раскопок в Сузах (современный Иран), в которых участвовал музей.
С 22 сентября 2012 года коллекция исламского искусства Лувра выставлена в новых залах, созданных специально для этой коллекции на месте двора Висконти. Выставлено порядка 3000 предметов из постоянной коллекции Лувра, а также некоторое количество предметов из коллекции Музея декоративного искусства.
Коллекция Лувра — вторая в мире по величине коллекция исламского искусства, после коллекции Метрополитен-музея.

## История коллекции
Истоки исламской коллекции музея Лувр восходит к королевским коллекциям. В XIX веке, благодаря открытию искусства ислама, поездкам на Восток и академическому рождению дисциплины, коллекция значительно расширилась.
В 1890 или 1893 была создана «исламская секция», прикрепленной к Департаменту произведений искусства, что позволило сделать коллекцию более когерентной.
В 1905 году в Лувре впервые открывается зал, полностью посвящённый исламскому искусству, он был расположен в Павильоне Часов. Среди выставленных объектов были произведения арабских кузнецов и ювелиров, в том числе знаменитая Купель Святого Людовика, изделия из стекла и эмали, керамика, а также резные деревянные двери. Вскоре к ним присоединился огромный персидский ковёр, обнаруженный в церкви Мант-ла-Жоли, купленный в 1912 году Лувром, известный под названием Мантский ковёр.

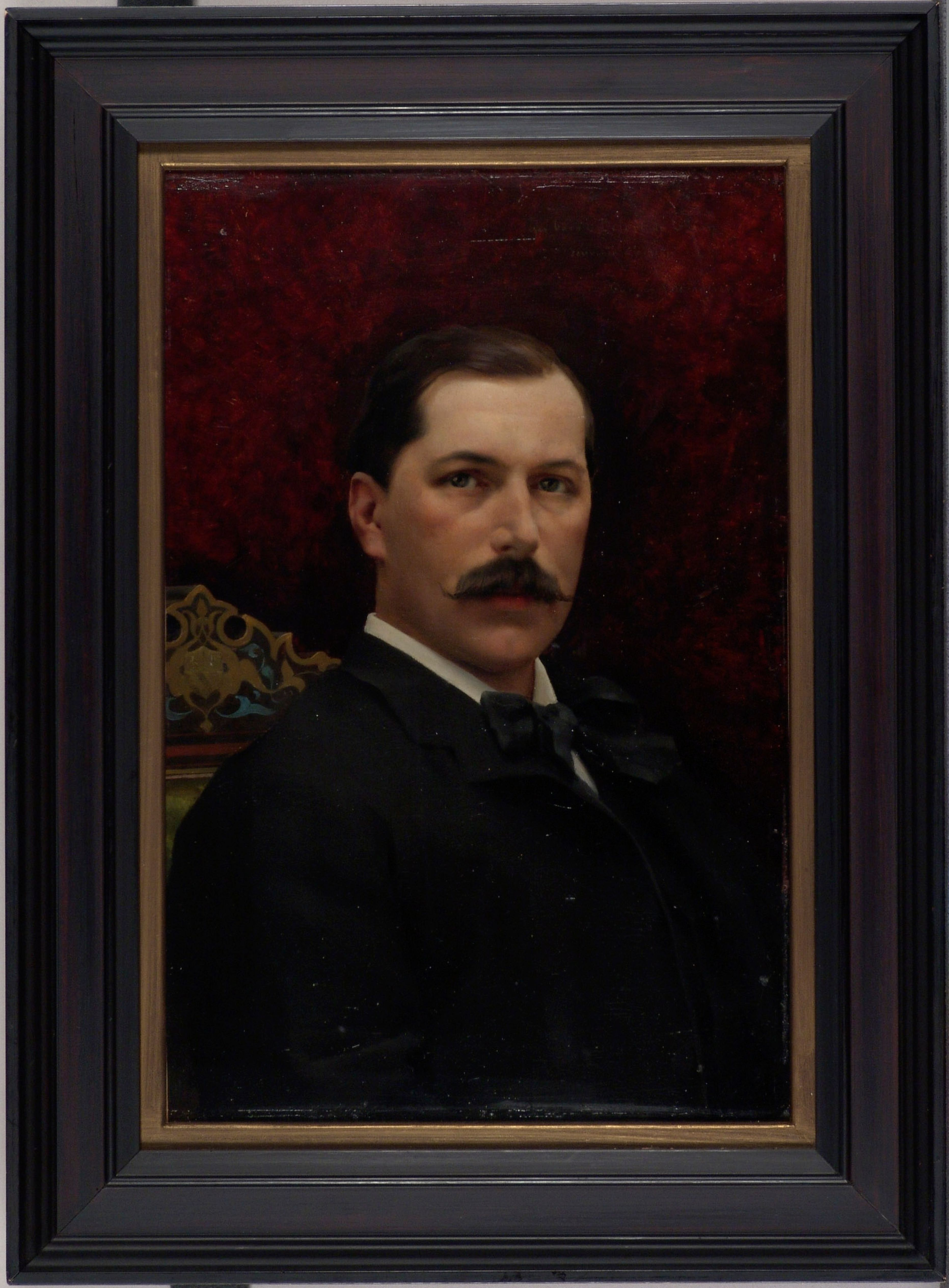
Гуннар Берндтсон, портрет барона Делорт де Глеона, 1883, Финская национальная галерея

В 1911 году супруга барона Альфонса Делорт де Глеона (фр. Alphonse Delort de Gléon) предлагает Лувру коллекцию мусульманского искусства, собранную её покойным мужем во время работы в Каире. В 1889 году, во время Всемирной выставки, барон устраивал «каирскую улицу» в Париже. Ещё раньше, в 1870-х годах, барон построил себе особняк в Париже, на улице Везеле, в котором выставил свою коллекцию витражей, машрабий, медных и керамических произведений мусульманского искусства. Именно эту коллекцию, вместе с оформлением самого особняка, баронесса предложила в дар Лувру. Демонтаж и перевозка коллекции заняла больше предусмотренного времени из-за начавшейся Первой мировой войны, завершилась она лишь в 1922 году. На втором этаже крыла Сюлли музея были открыты новые залы, названные именем барона Делорт де Глеона. Именно для этих залов в музее построили первый лифт. В залах выставили более 60 предметов из коллекции барона.
В 1922 году исламскому искусству отдают несколько дополнительных залов в Павильоне Часов.
В 1932 году коллекция мусульманского искусства была присоединена к только что основанному разделу азиатского искусства. В 1945 году, когда был основан музей Гиме для хранения дальневосточных коллекций, отдел мусульманского искусства был окончательно отделен от отдела предметов искусства, принадлежащих отделу восточных древностей.
После Второй мировой войны, в контексте деколонизации, интерес к исламскому искусству во Франции падает. Лувр постепенно сокращает выделенные под исламскую коллекцию площади, в конце концов оставив ей единственный зал — бывшую часовню дворца (фр. Salle de la Chapelle).
В 1987 году исламская коллекция переезжает в небольшое пространство (110 м²) в углу зала искусства Кипра (Департамент Древнего Востока, к которому принадлежит в то время исламское искусство Лувра).
Проект Большого Лувра позволил в 1993 году открыть для коллекции исламского искусства 13 новых залов (общей площадью в 1000 м²) в крыле Ришельё. Презентация была организована по хронологическому принципу. Первые девять комнат, были посвящены средневековым предметам, а три большие комнаты, вырытые под двором Хорсабад, позволили экспонировать произведения периода трех империй.
В 2003 году в Лувре открылся новый департамент — Департамент исламского искусства.
Создание нового департамента сделало возможным создание нового выставочного пространства, для него было выбрано место во дворе Висконти. Построенные по проекту архитекторов Rudy Ricciotti и Mario Bellini, новые комнаты музея были открыты 22 сентября 2012 года. Новое пространство площадью 3000 м² втрое больше площади, до сих пор бывшей посвященной искусству ислама в Лувре.

## Коллекция
В настоящее время в коллекции Лувра находится около 14 000 произведений исламского искусства, к которым следует добавить 3500 предметов, отданных на хранение Лувру Музеем декоративного искусства в 2005 году.

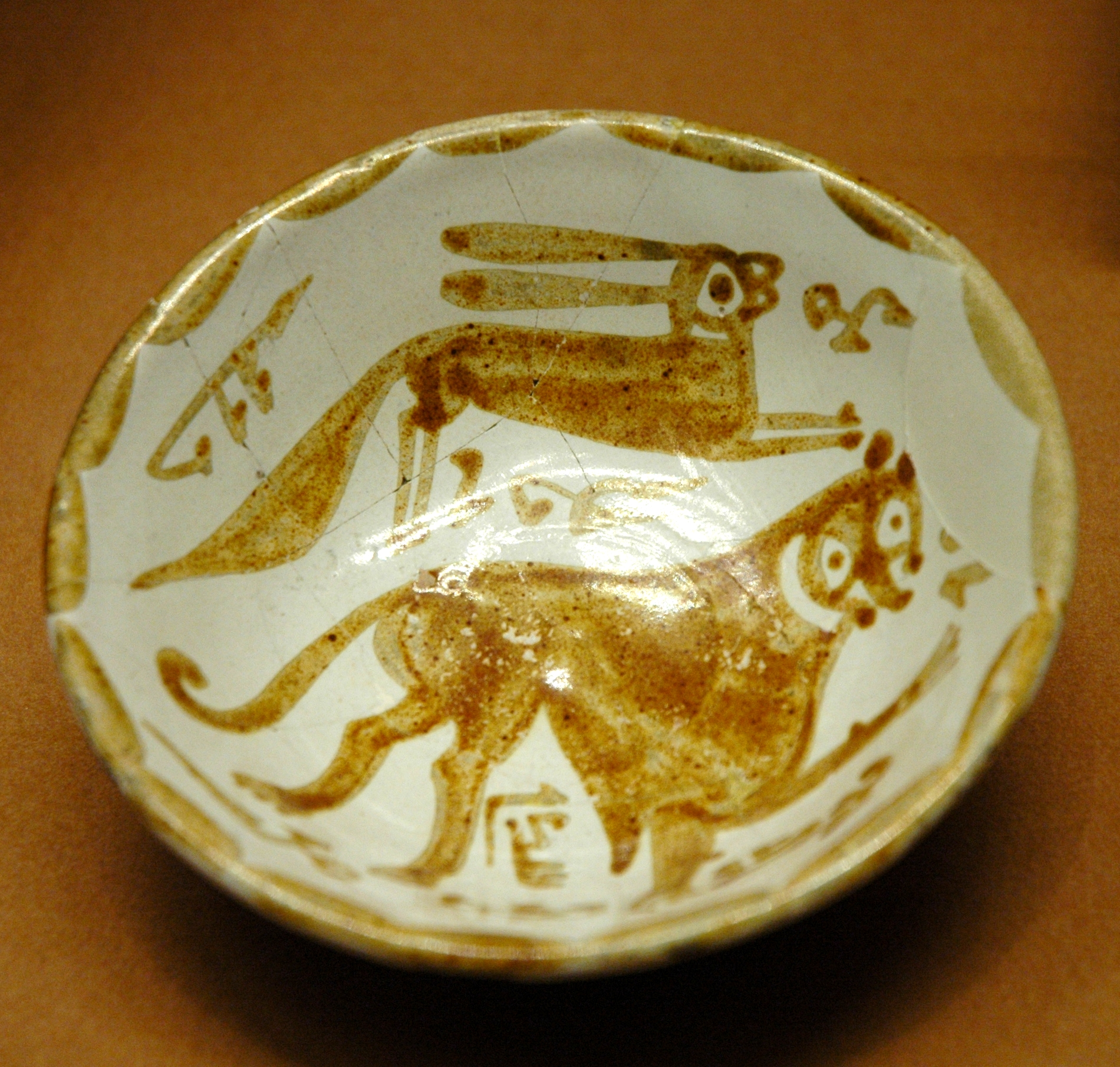
Заяц, Аббасидское искусство
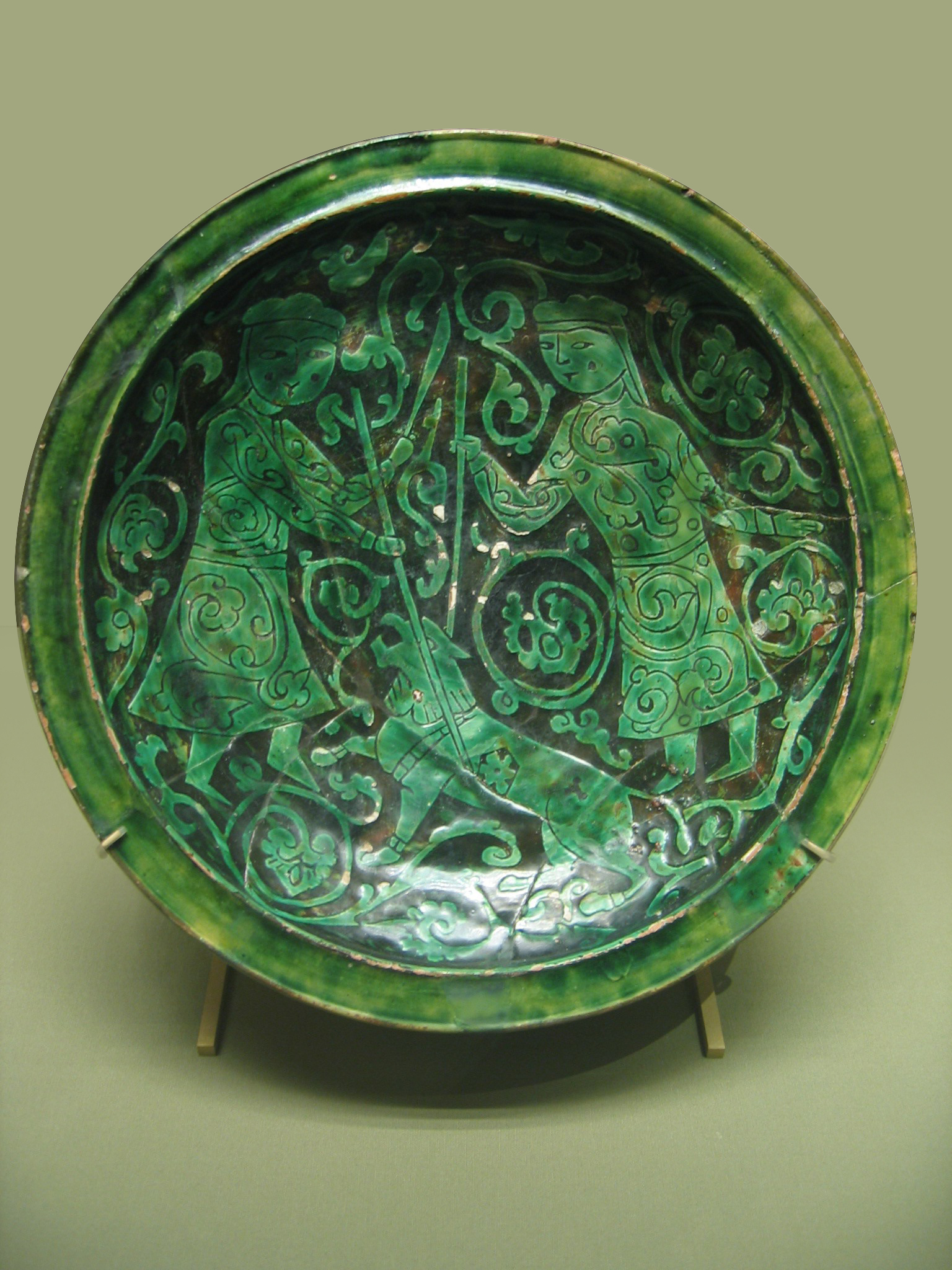
Чаша для охотников, Персидское сельджукское искусство
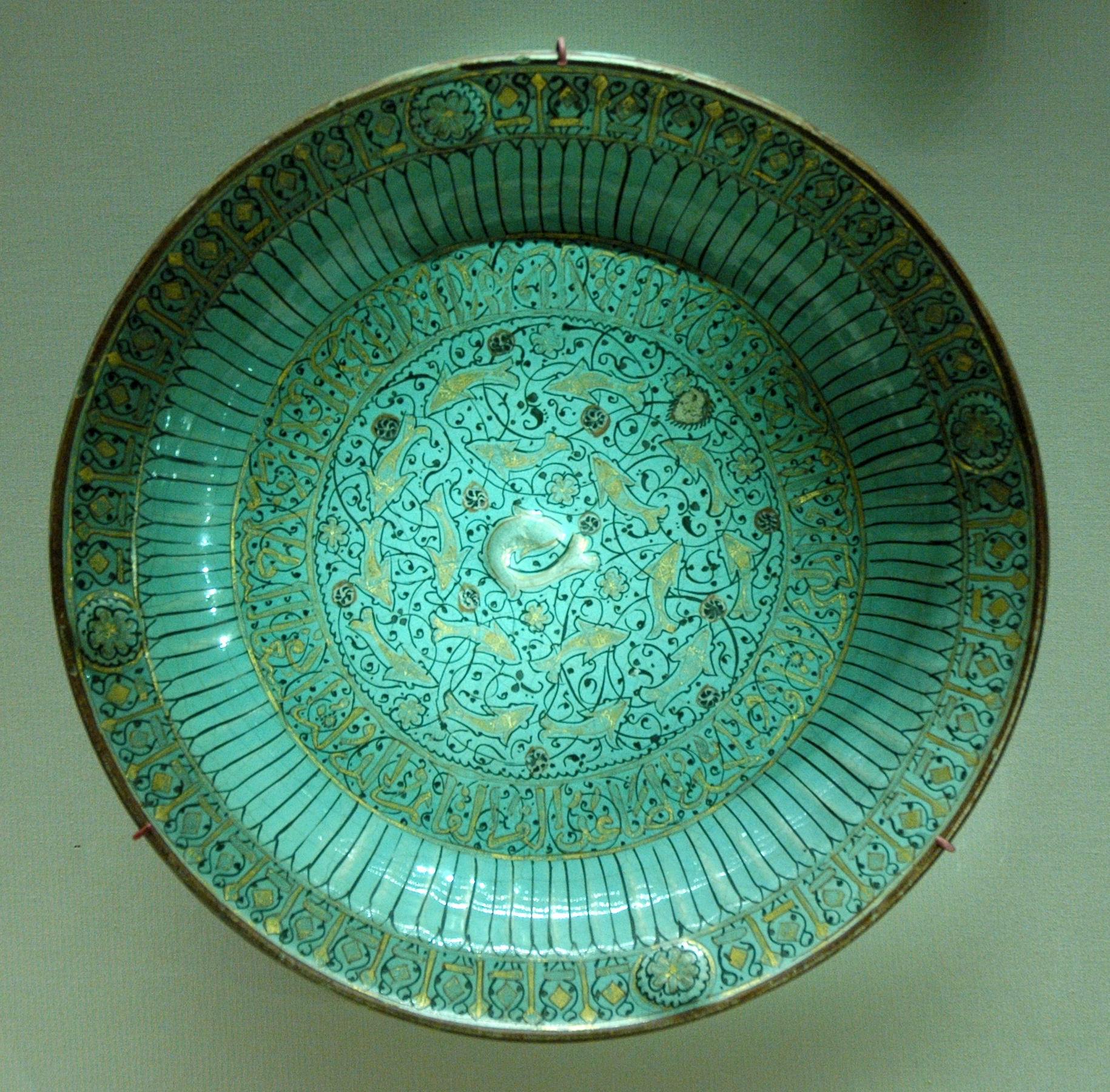
Круглое блюдо с рыбками, Искусство могольского Ирана
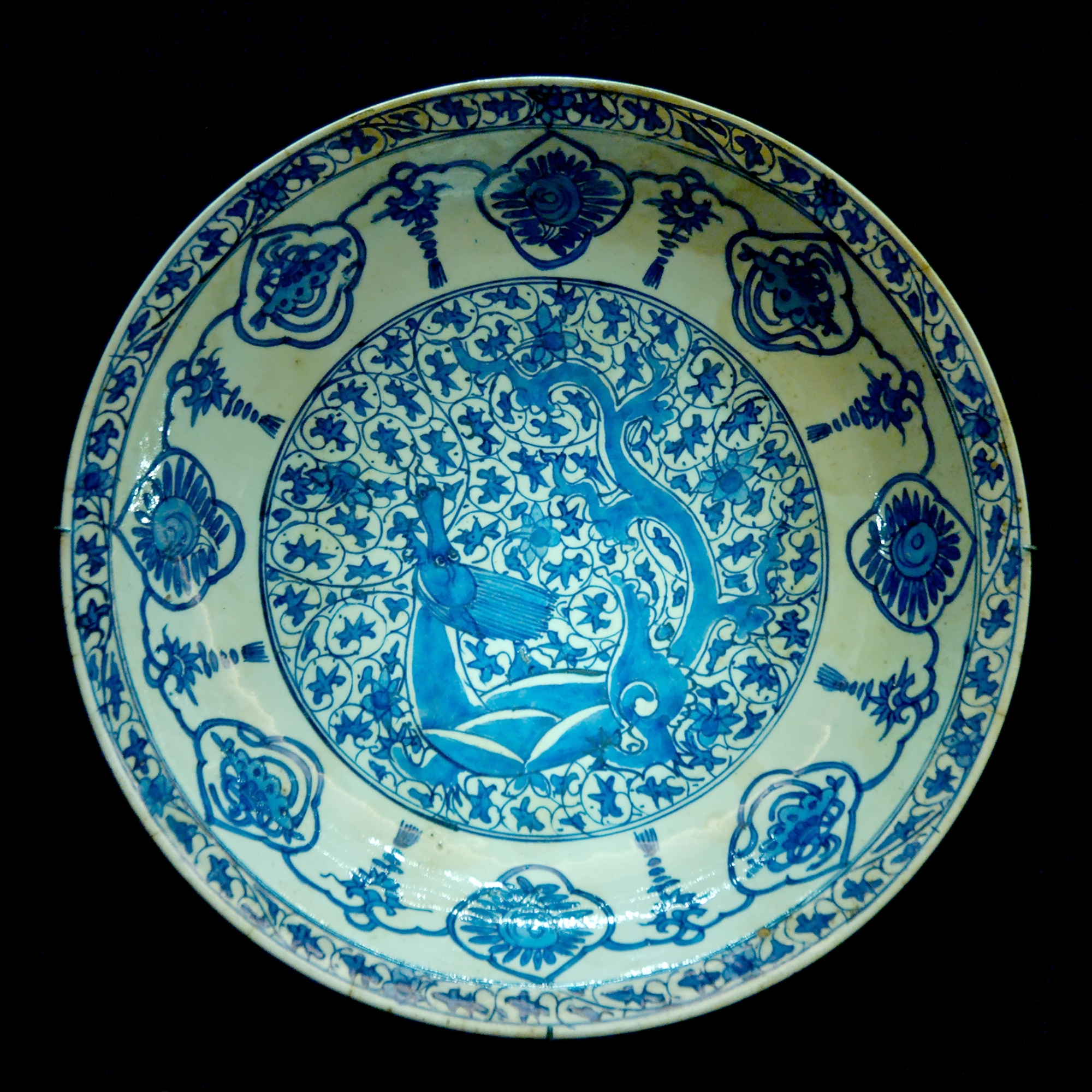
Блюдо с драконом, Сефевидское искусство
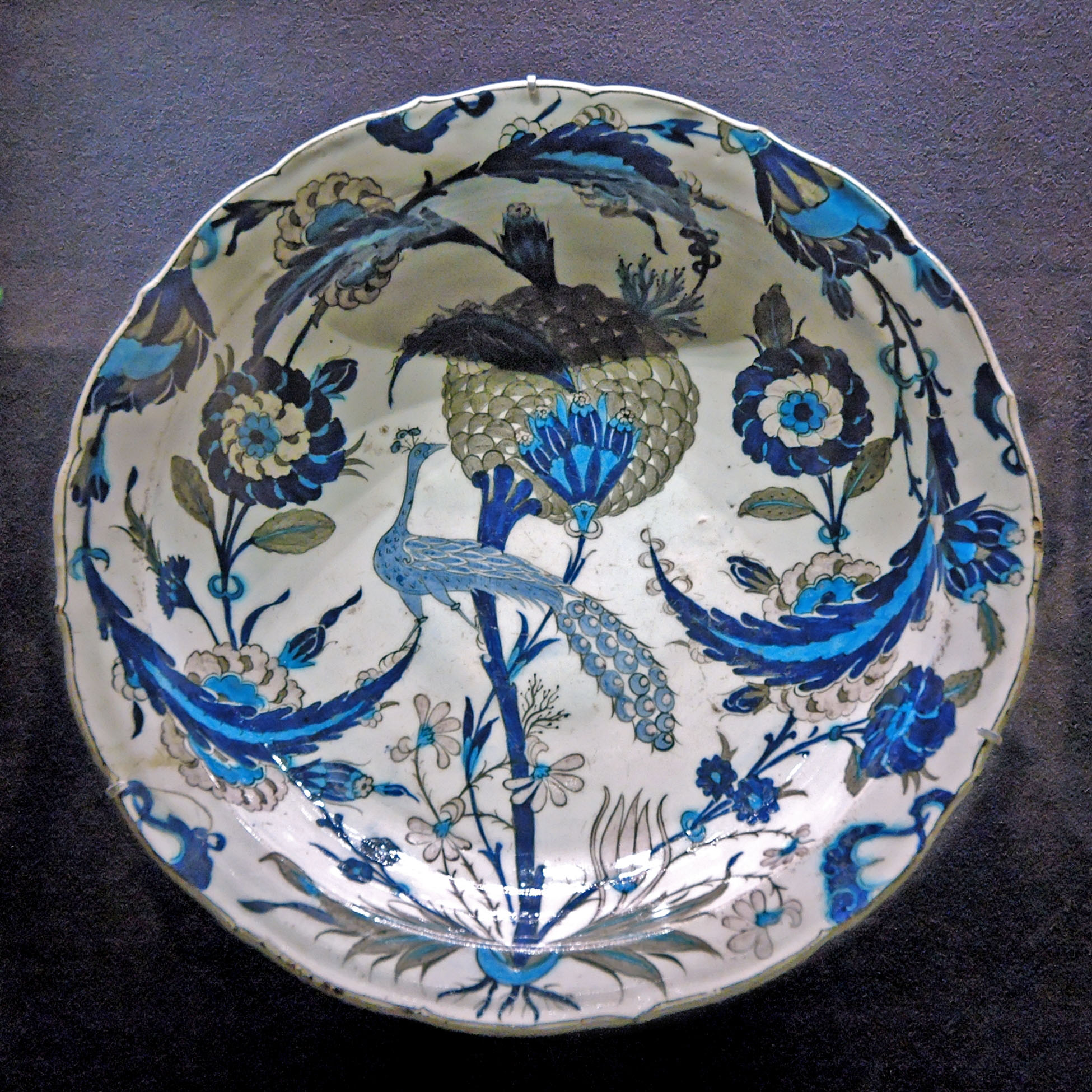
Блюдо с павлином, Оттоманское искусство
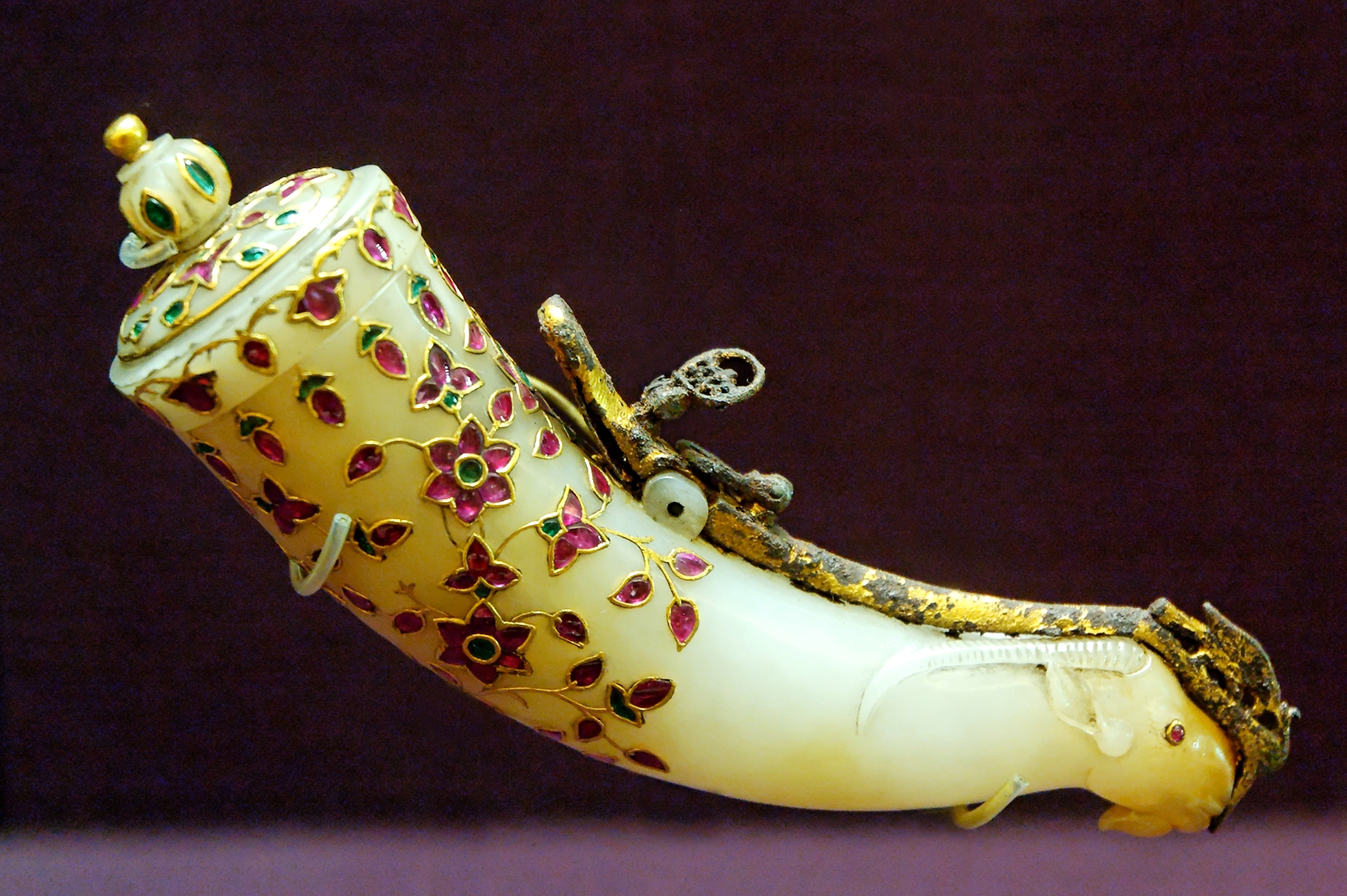
Нефритовая пороховница, Могольское искусство
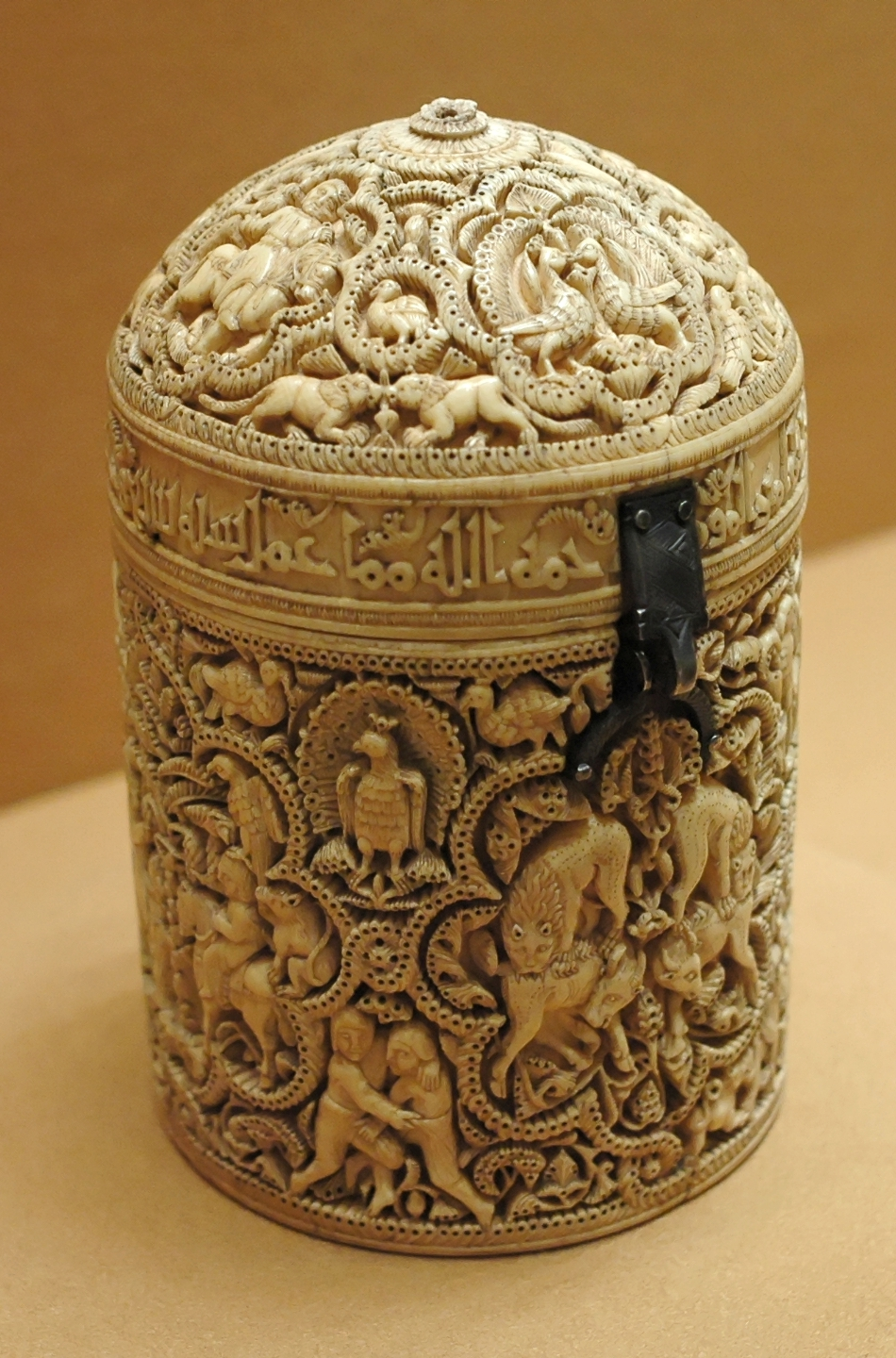
Шкатулка of al-Mughira, Искусство Омейядов
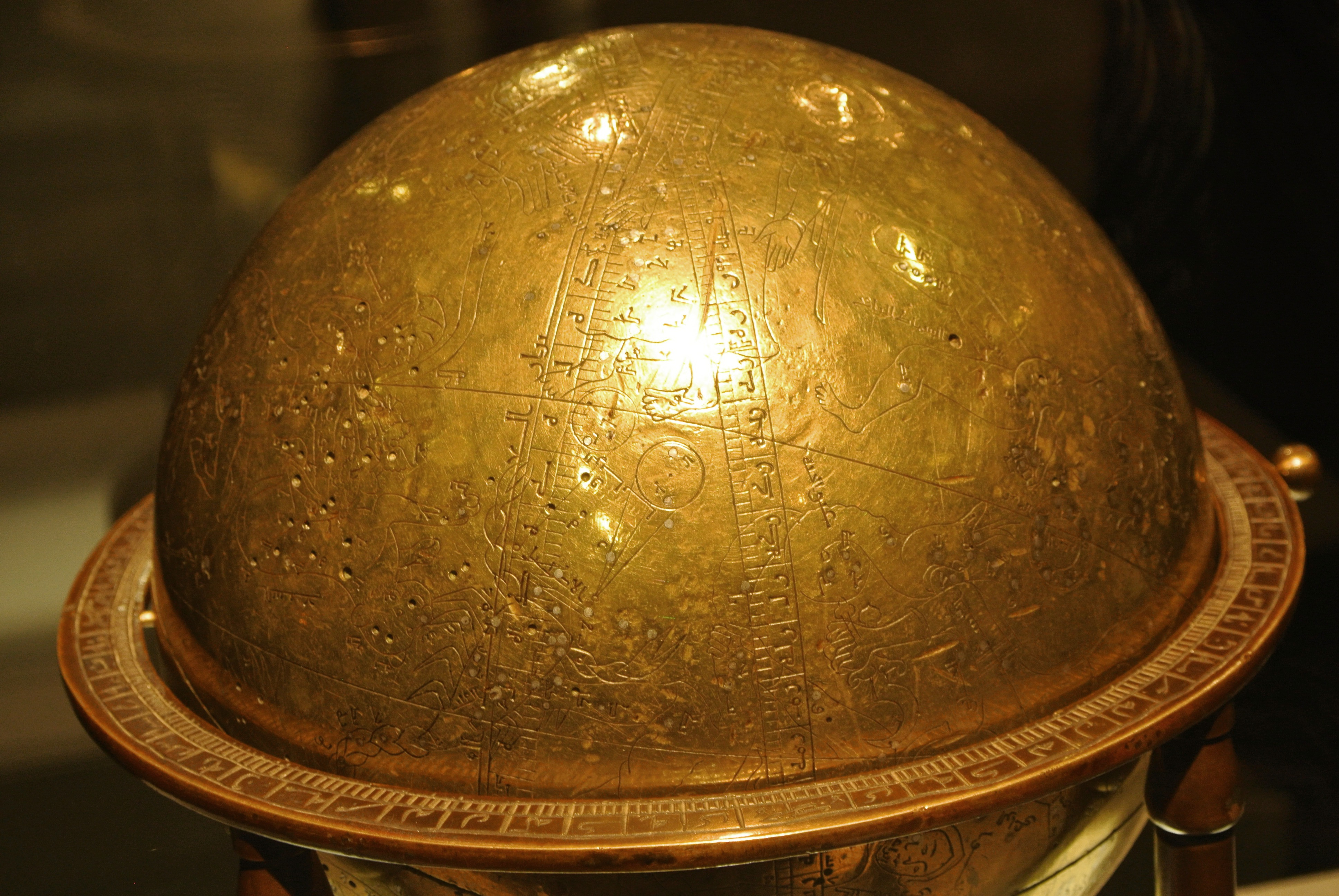
Небесный Глобус работы Юнуса б.аль-Хусейна аль-Астурлаби (1144 г.), третий древнейший глобус, сохранившийся в мире.
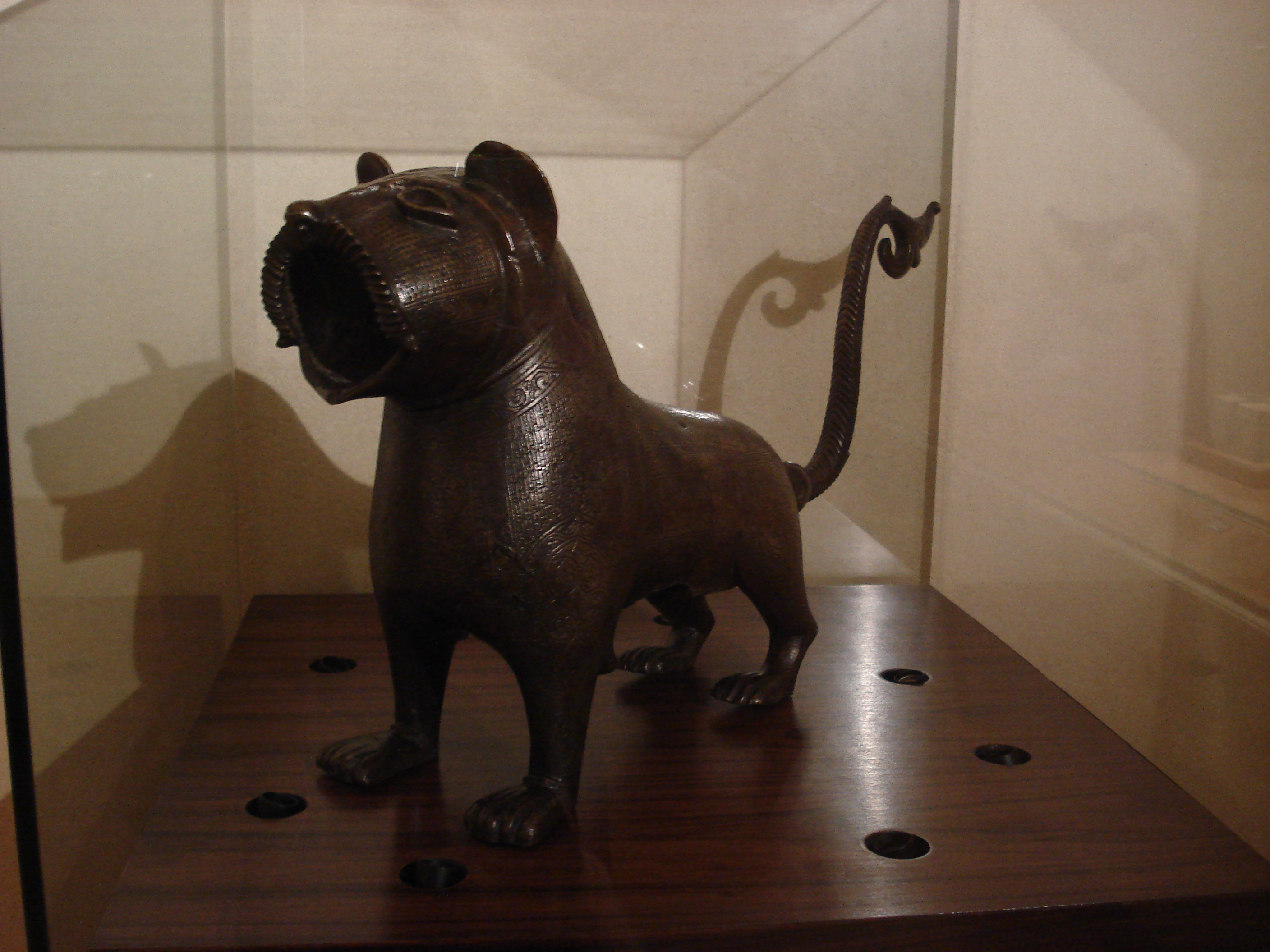
Монзонский лев
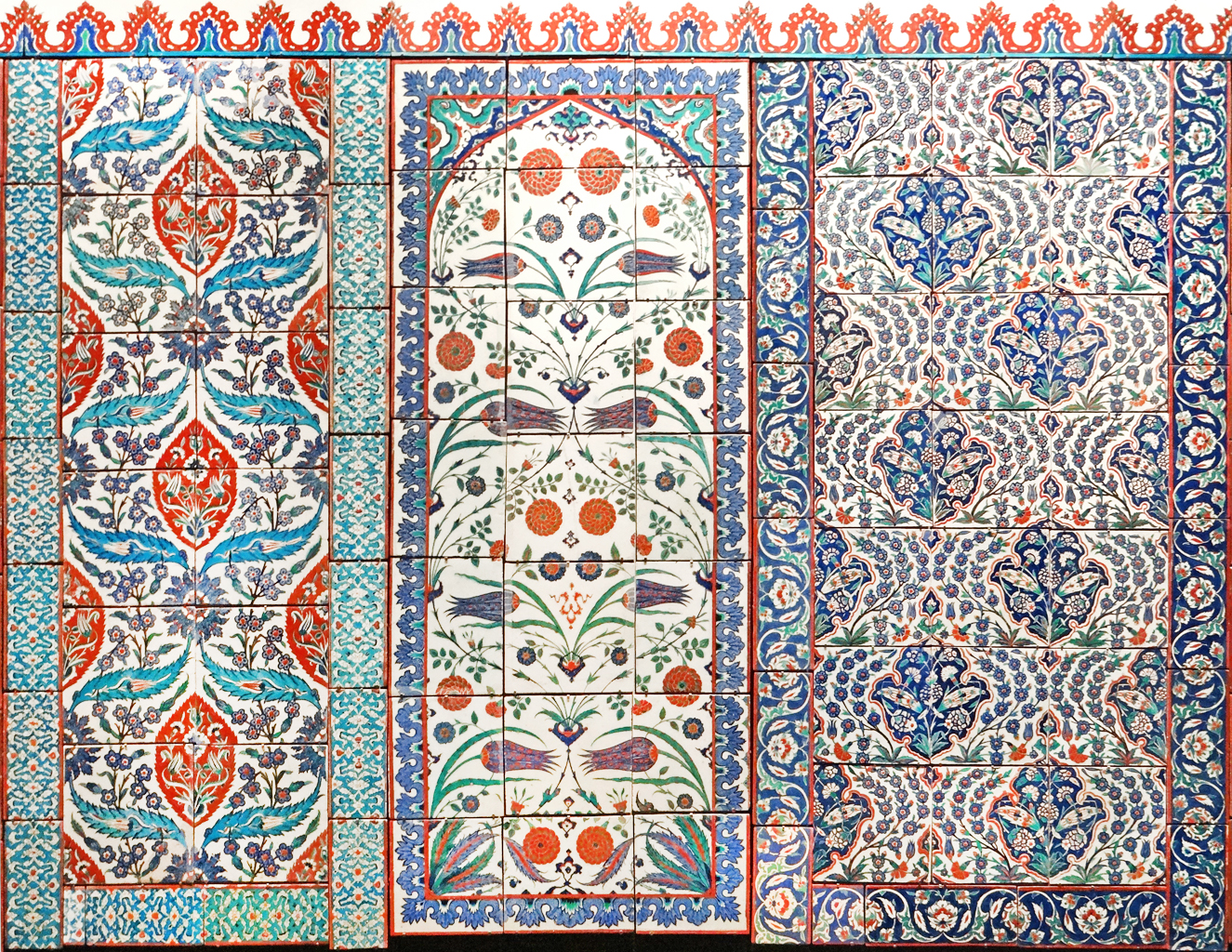
Османская керамическая стена
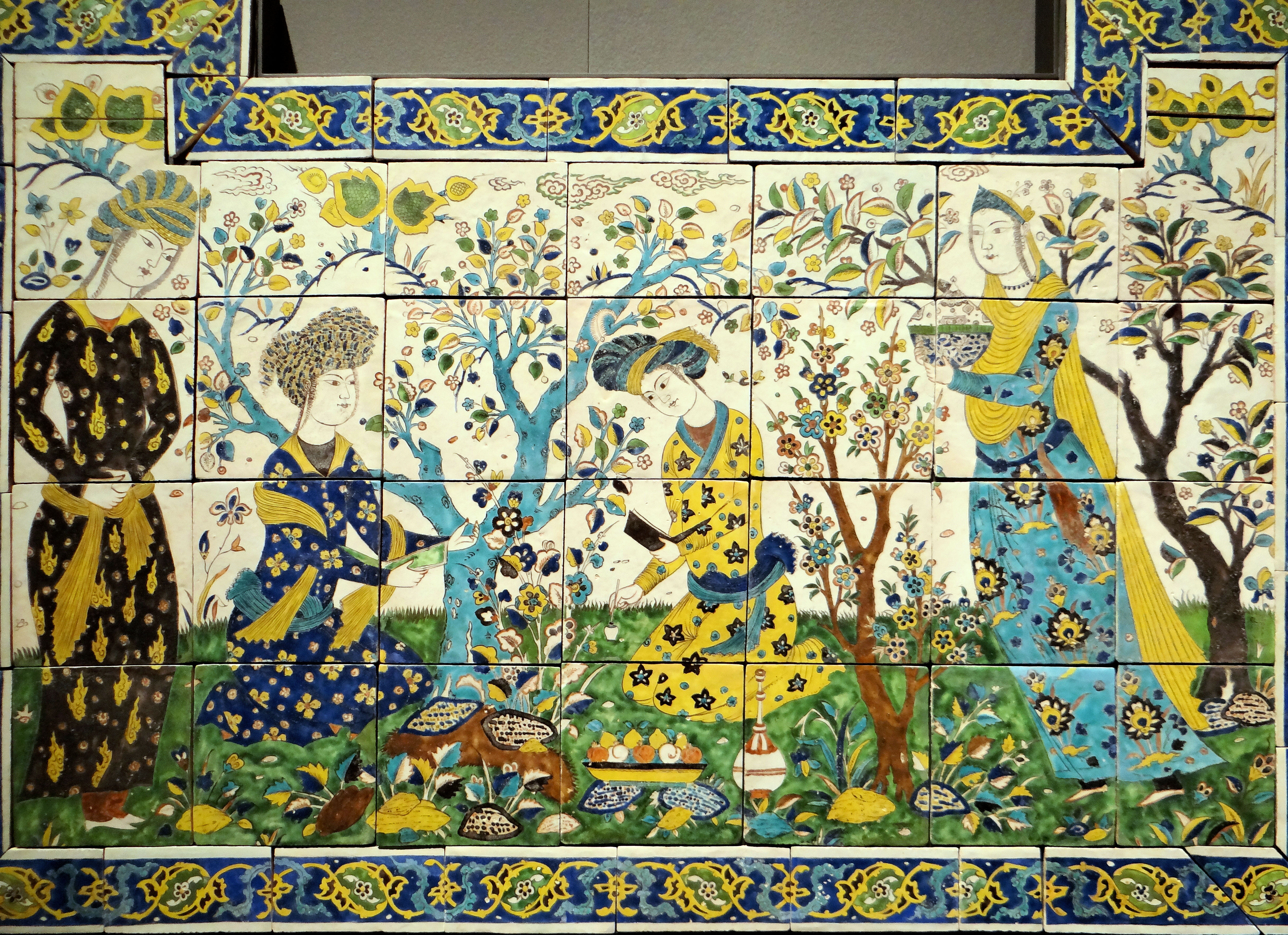
Иранская керамика, Исфахан
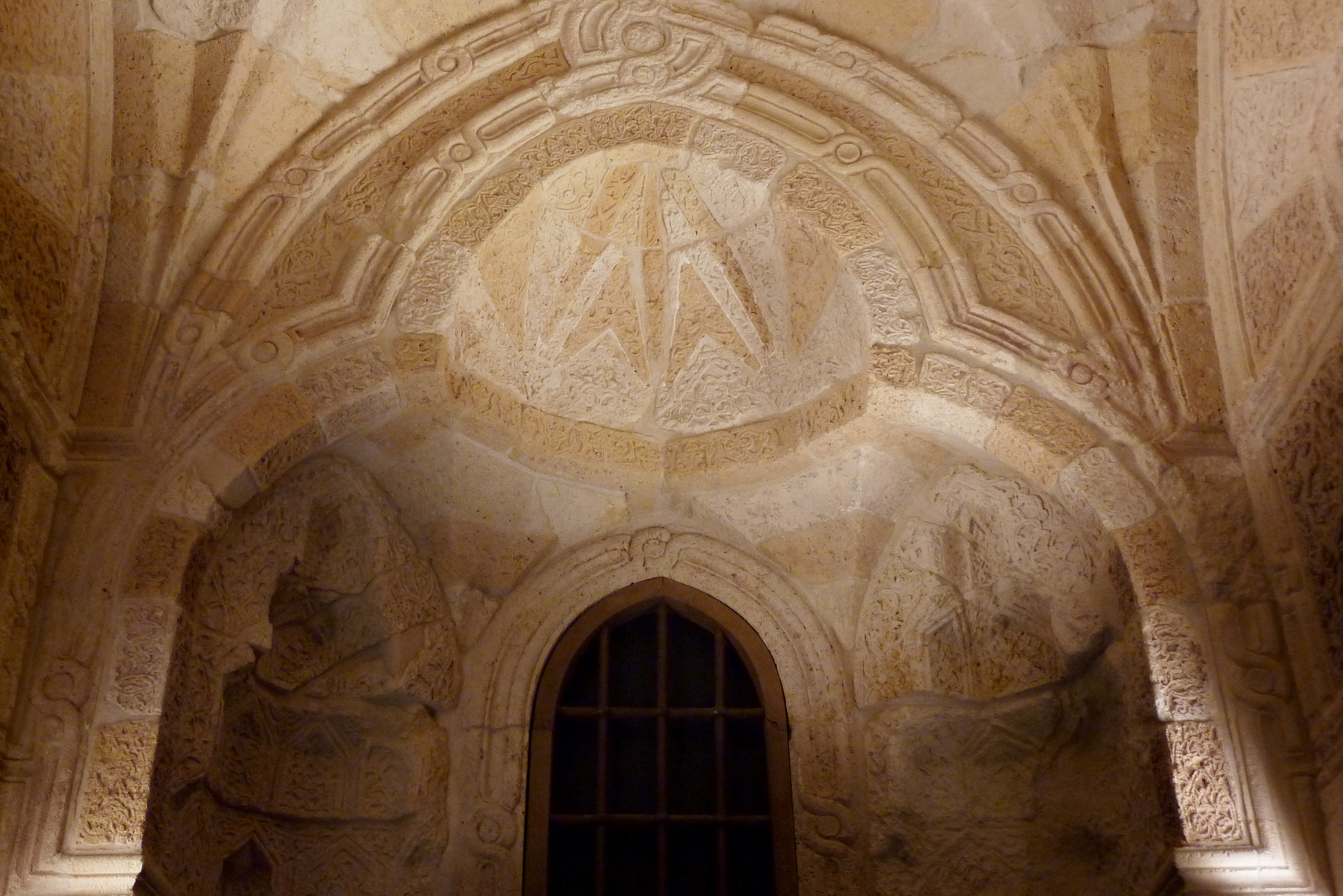
Мамлюкские ворота
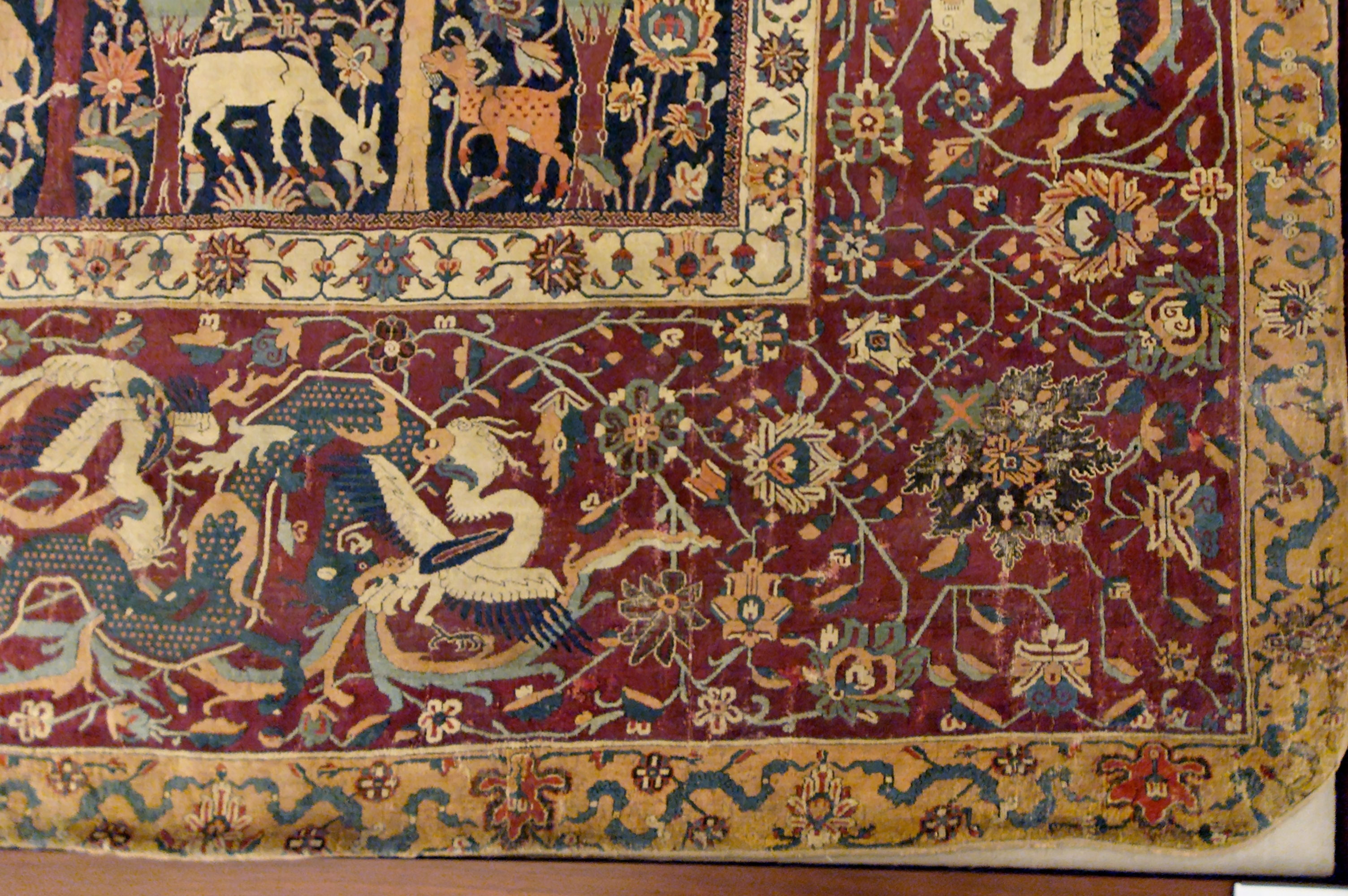
Мантский ковёр, Иран, конец XVI века
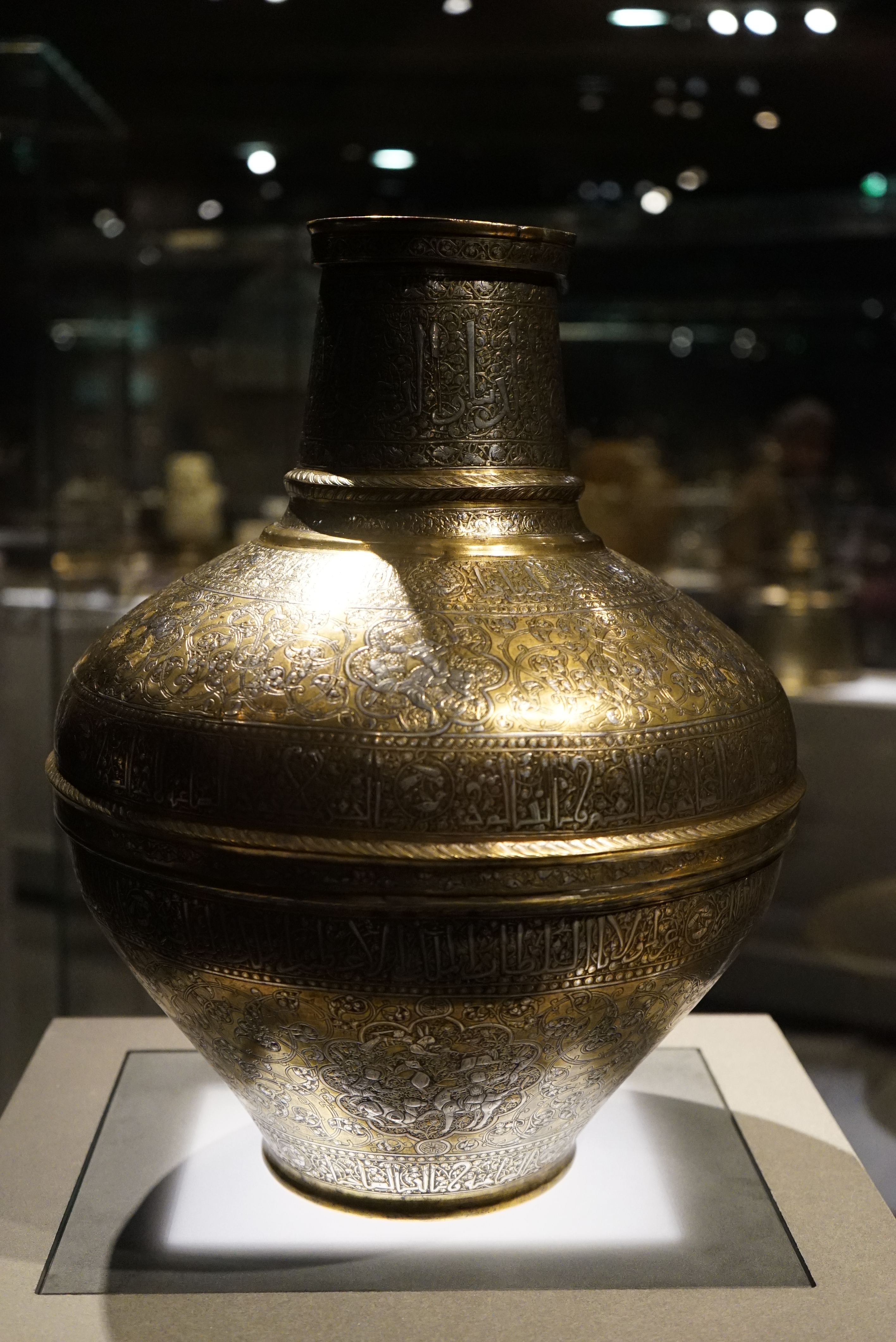
Ваза Барберини
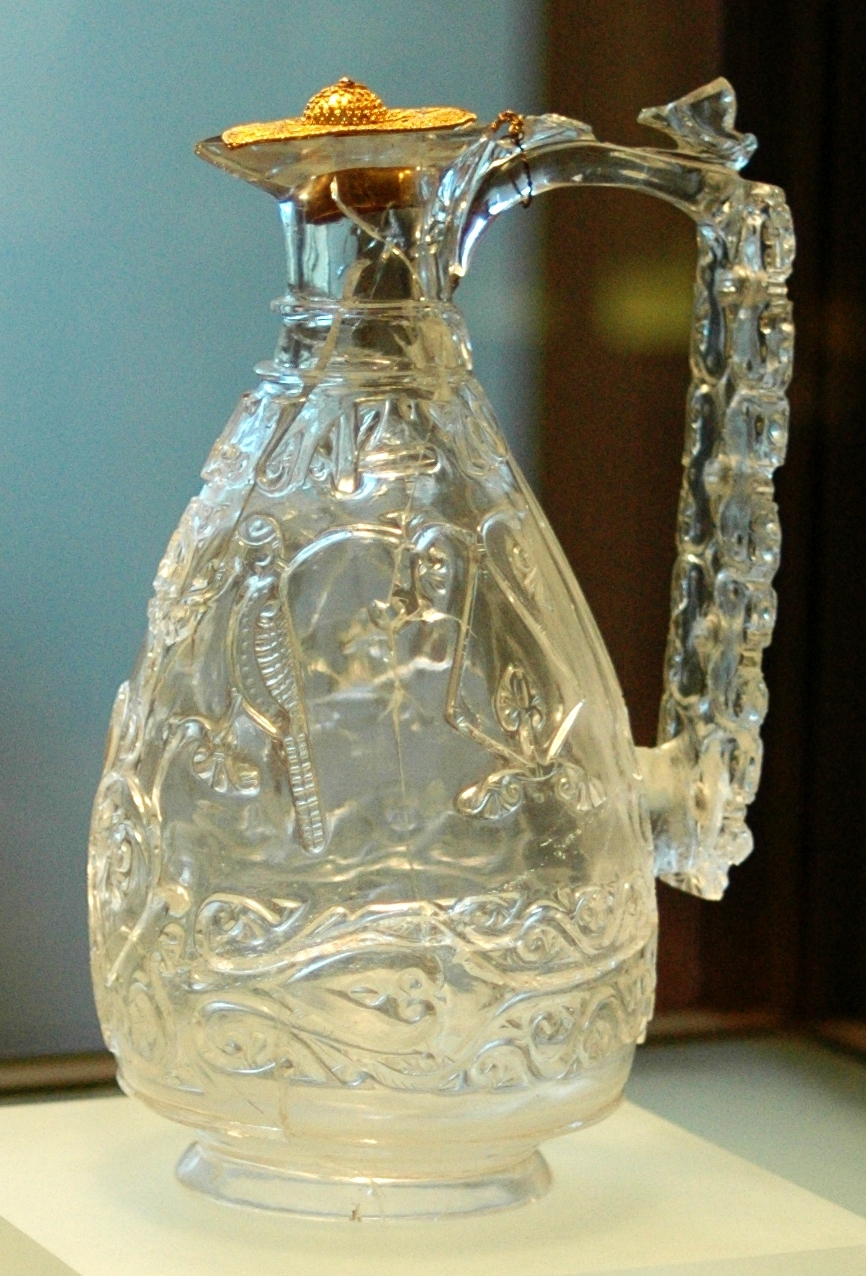
Кувшин с птицами